# مارك آرنوت
مارك آرنوت (بالإنجليزية: Mark Arnott)‏ هو لاعب كاراتيه وممثل أمريكي، ولد في 15 يونيو 1950 بشيكاغو في الولايات المتحدة.

## وصلات خارجية
- مارك آرنوت على موقع IMDb (الإنجليزية)
- مارك آرنوت على موقع قاعدة بيانات الفيلم (الإنجليزية)